# Jan Kaja
Jan Kaja (sinh năm 1957) là một họa sĩ, nhiếp ảnh gia và nhà xuất bản.
Jan Kaja sinh tại Bydgoszcz, Ba Lan. Kể từ năm 1979 đến nay, ông và Jacek Soliński cùng điều hành một phòng triển lãm nghệ thuật có tên là Authors’ Gallery (org. Galeria Autorska) ở Bydgoszcz.
Năm 2015, ông được nhận huân chương đặc biệt của Bộ Văn hóa và Di sản Quốc gia (Ba Lan) vì những đóng góp của ông cho văn hóa Ba Lan.

## Thông tin
Trong thập niên 1980, ông thực hiện các dự án mang tính khái niệm (poster - lời kêu gọi). Cùng với Jacek Soliński, ông đã biên soạn và phát hành một số sách nghệ thuật chuyên khảo dành cho họa sĩ.
Ông đã tổ chức hàng chục triển lãm cá nhân (ở Ba Lan: Bydgoszcz, Gdańsk, Sopot, Toruń, Warszawa, Łódź, Kraków, Lublin; và ở nước ngoài: Paris, Rome, Tokyo và Edinburgh).

## Tranh
Các tranh của ông được vẽ dựa trên quan hệ giữa khuôn mặt và hai bàn tay. Các bộ phận này kết hợp tạo thành một sân khấu độc diễn đặc biệt. Jan Kaja xử lý các tác phẩm của ông sao cho chúng thể hiện được trạng thái không bị gò bó, nhờ đó người thưởng thức có thể khám phá về một con người thông qua những biểu hiện đơn giản của họ, nhưng đồng thời vẫn thấy được chiều sâu tinh thần của họ. Ông là tác giả của loạt tranh cùng chủ đề: " Characters unreal", "Gates", "Way of the Cross", "Conversations".

### Tranh tiêu biểu

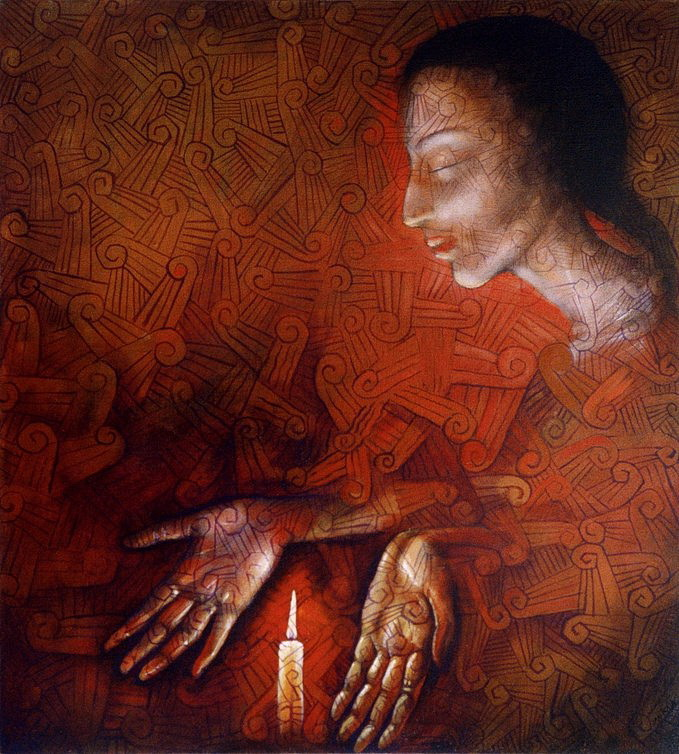
Cicha Noc acrylic, vải 73x81 (1993)
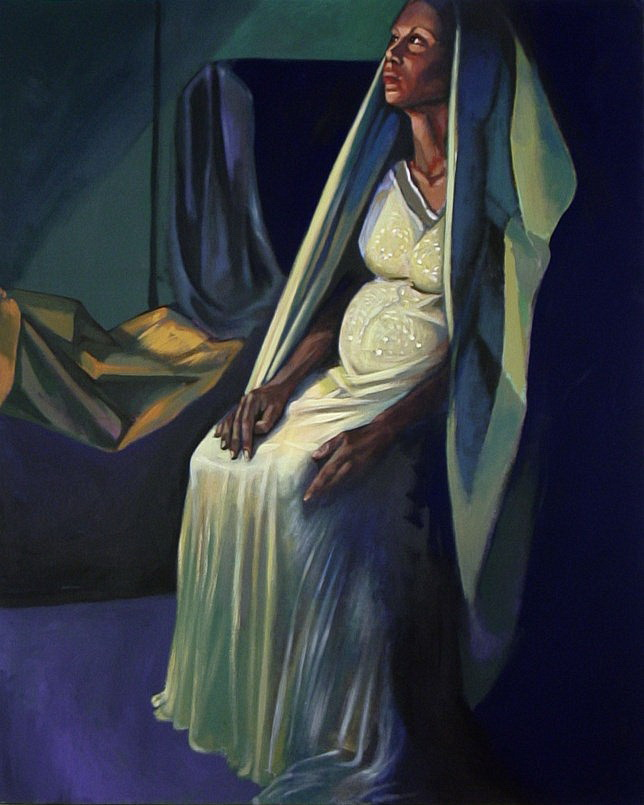
Oczekiwanie acrylic, vải 80x100 (2008).
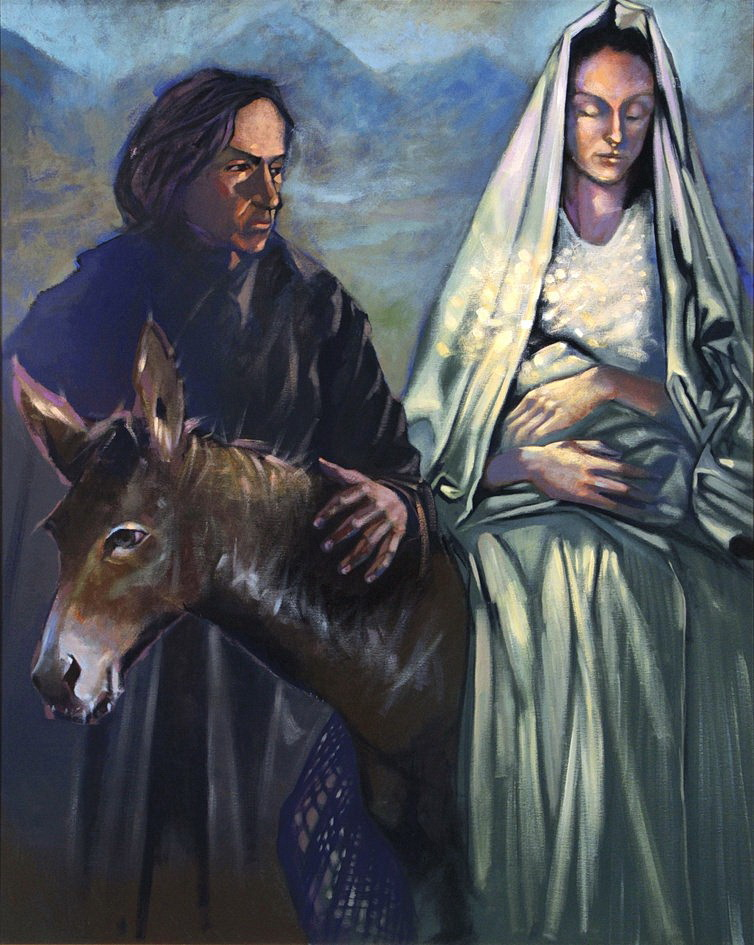
W drodze acrylic, vải 80x100 (2008).
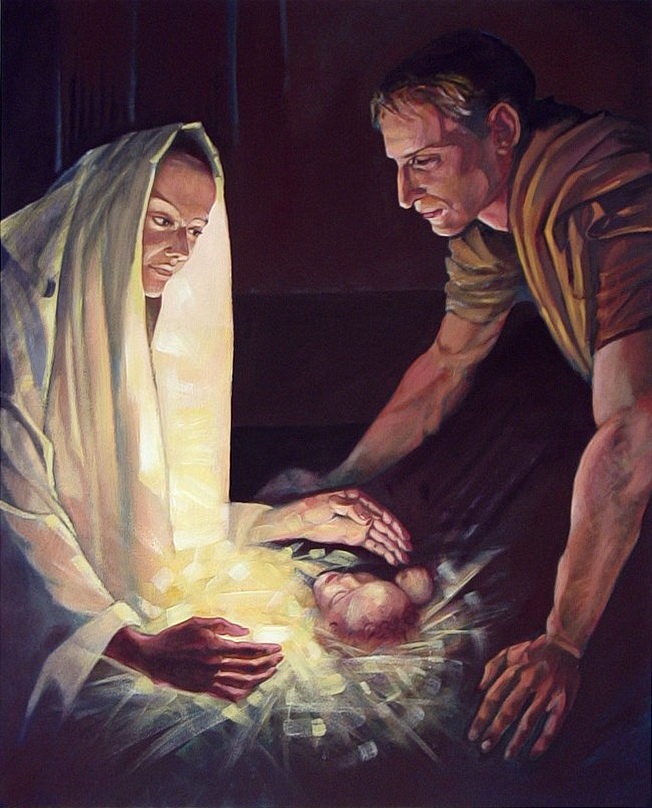
Boże Narodzenie acrylic, vải  80x100 (2008).
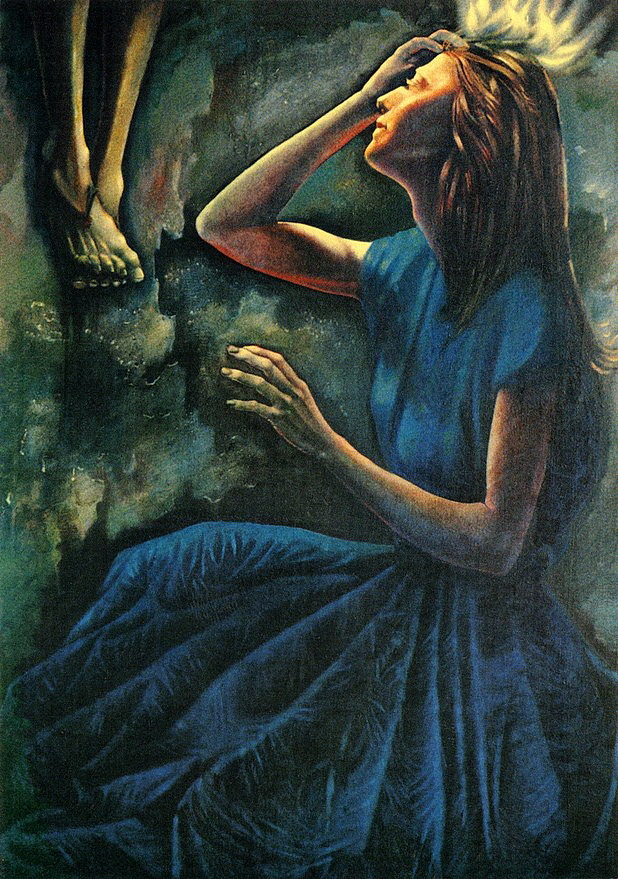
Magdalena dầu, vải 101x125 (1991).
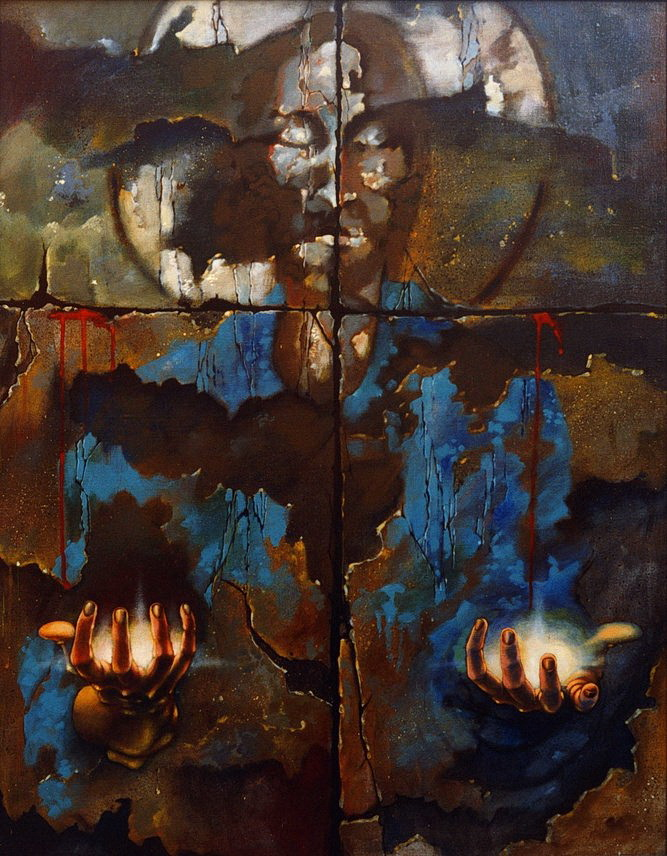
Przeistoczenie acrylic, vải 73x100 (1991)
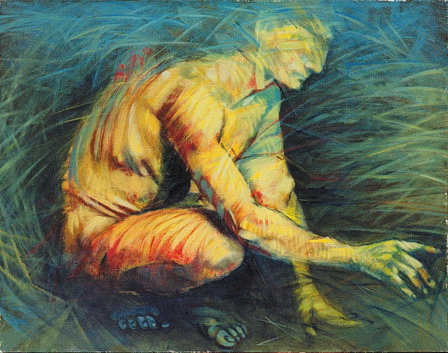
Człowiek jest jak trawa acrylic, vải 90x70 (1998).
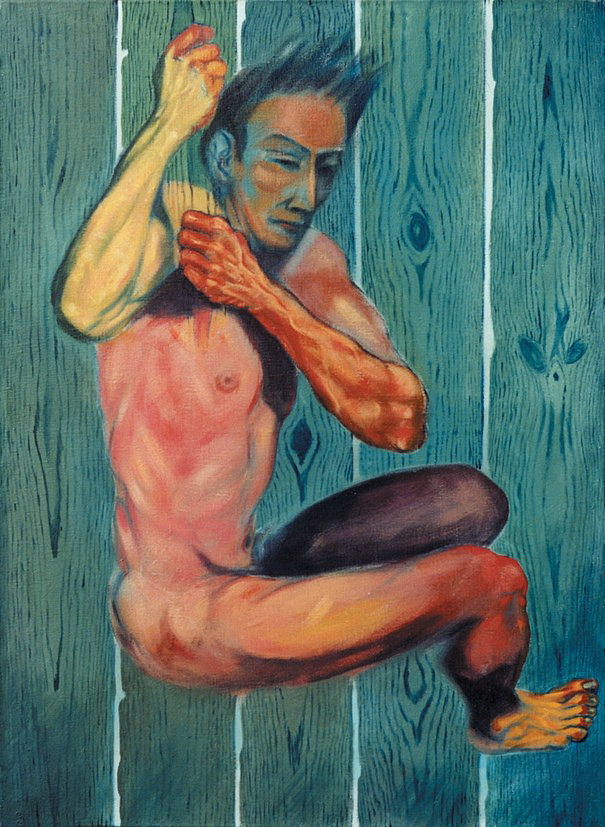
Dzwonnik acrylic, vải 73x100 (2000).
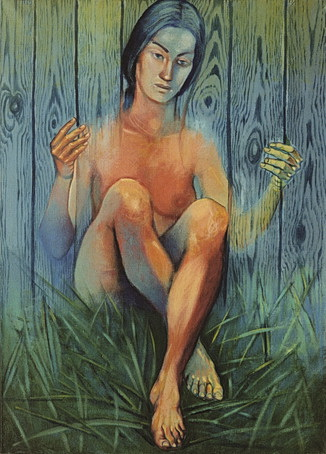
Chwile później acrylic, vải 73x100 (2001).
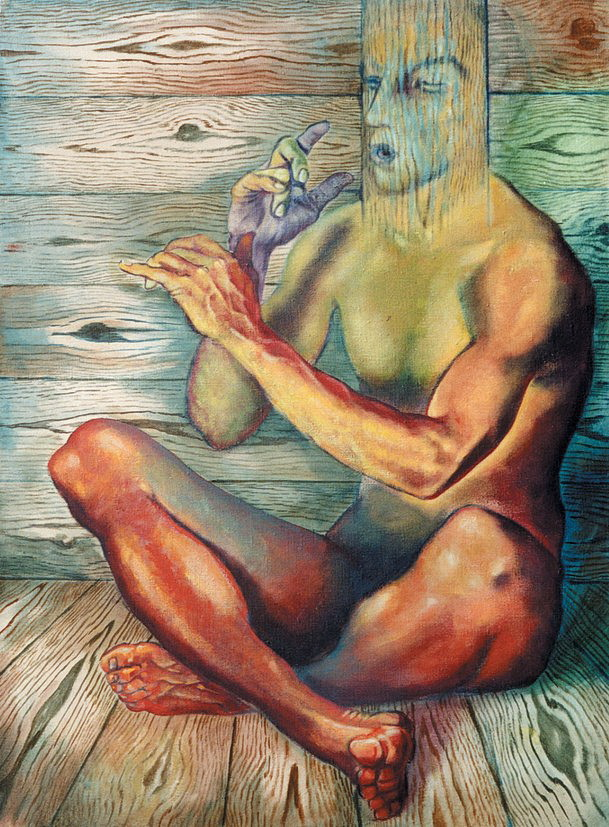
Koncert acrylic, vải 73x100 (2000).
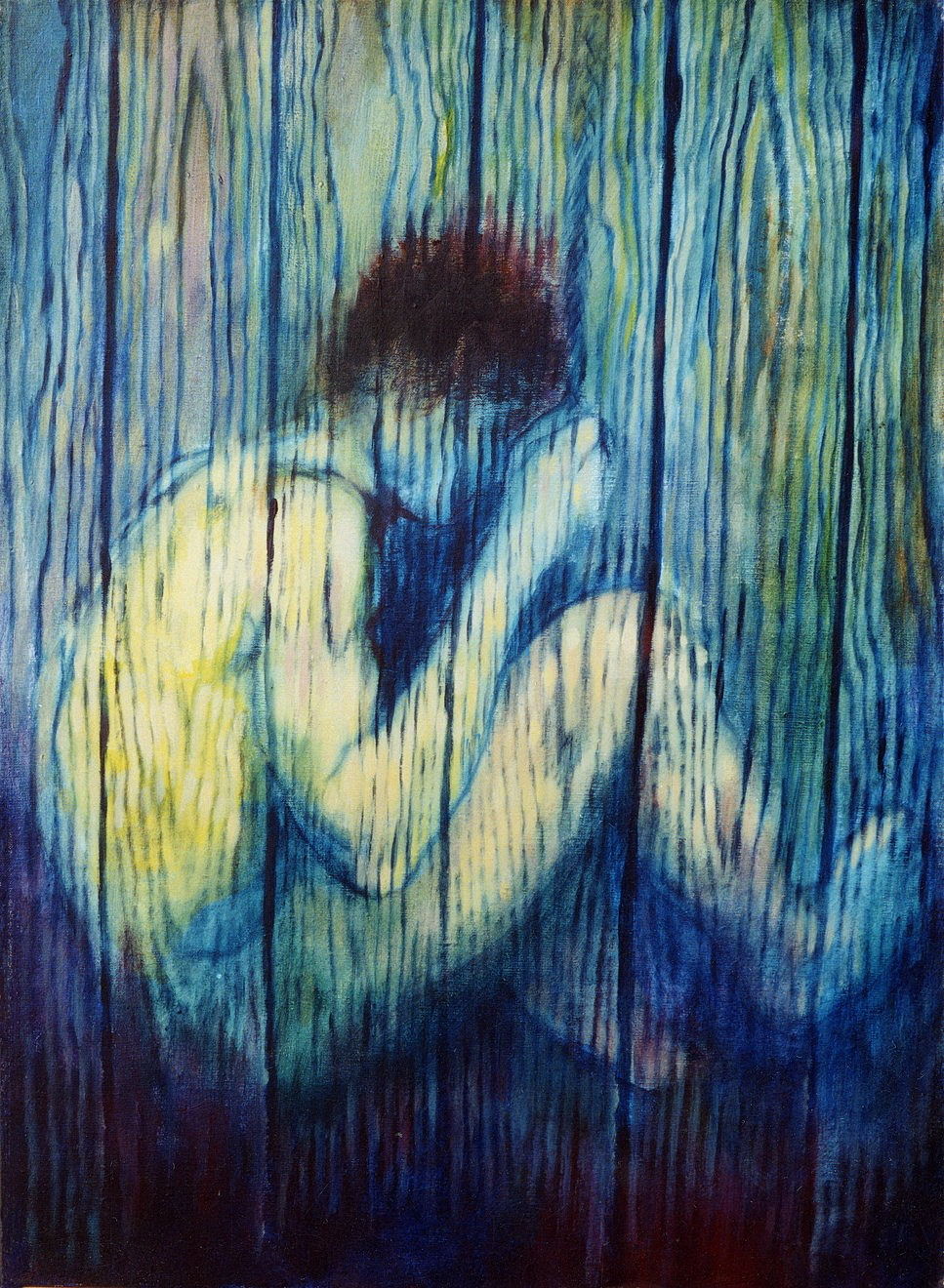
Za bramą acrylic, vải 73x100 (2000).
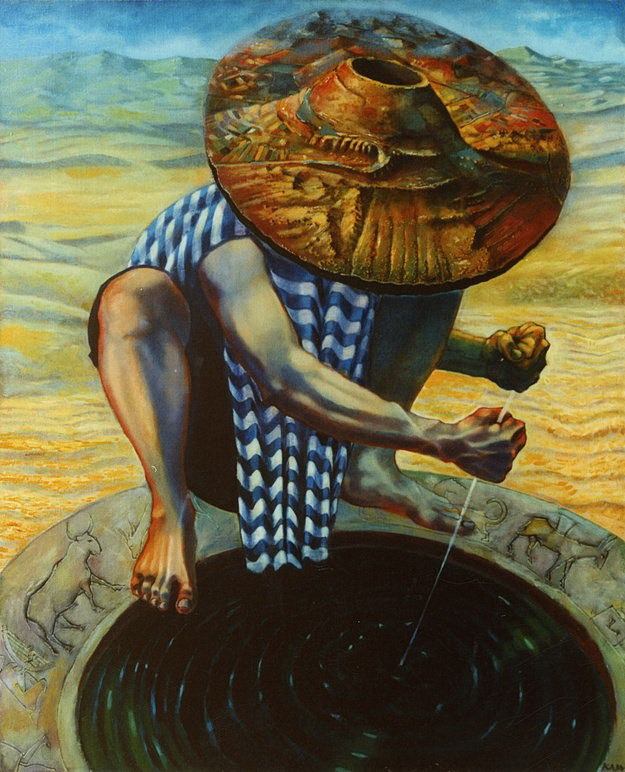
W głębi acrylic, vải 80x100 (1998).
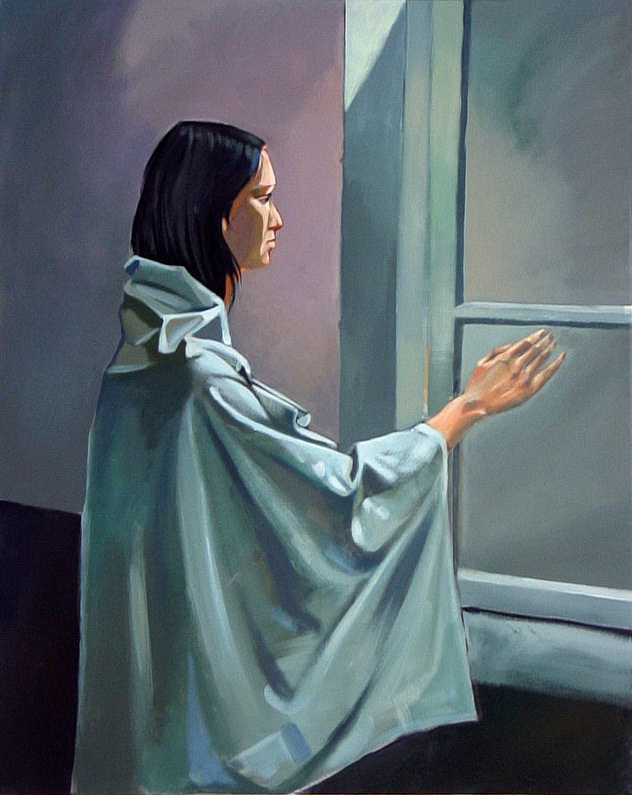
Tak acrylic, vải 80x100 (2008).
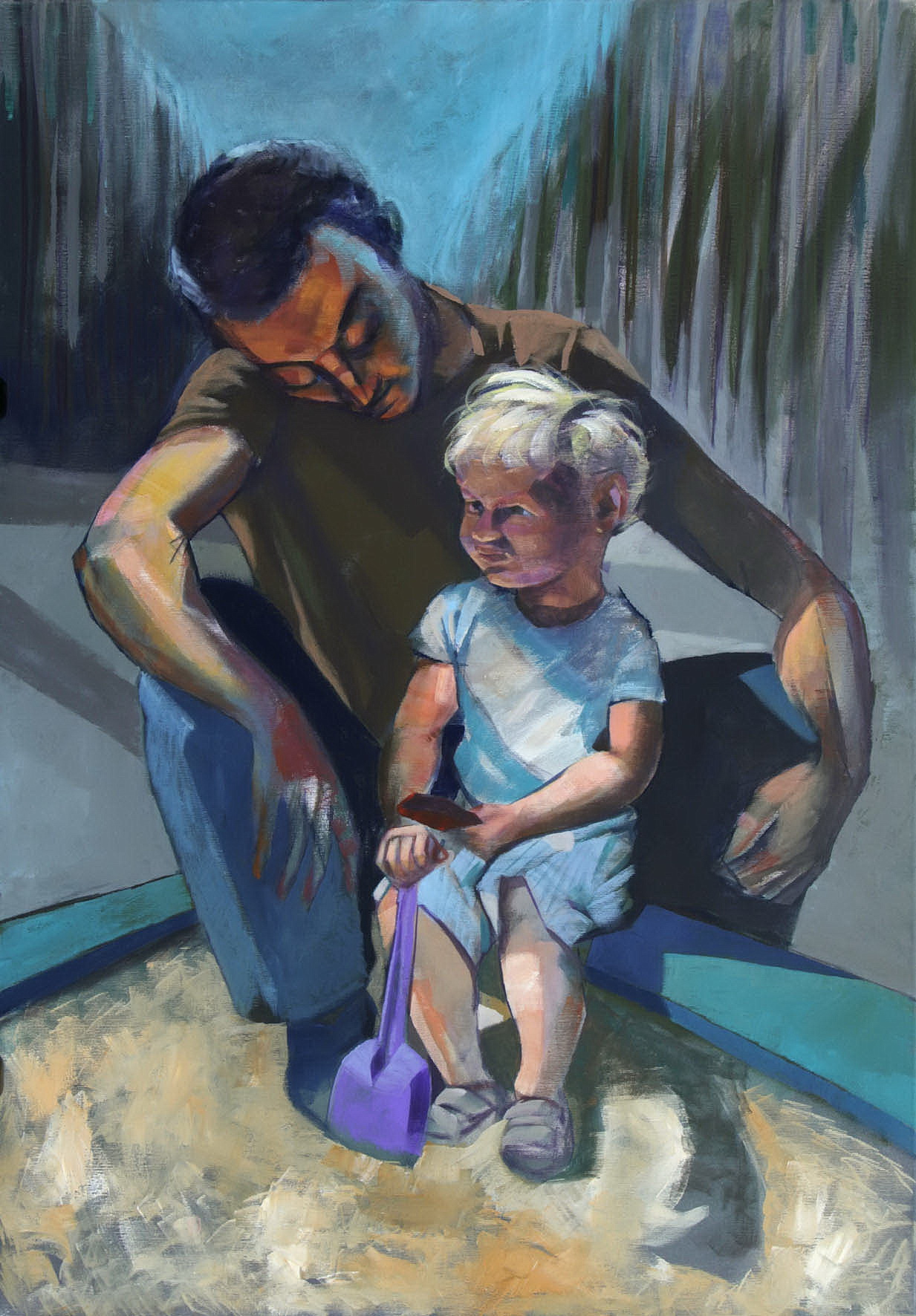
Mały świat acrylic, vải 73x100 (2011).
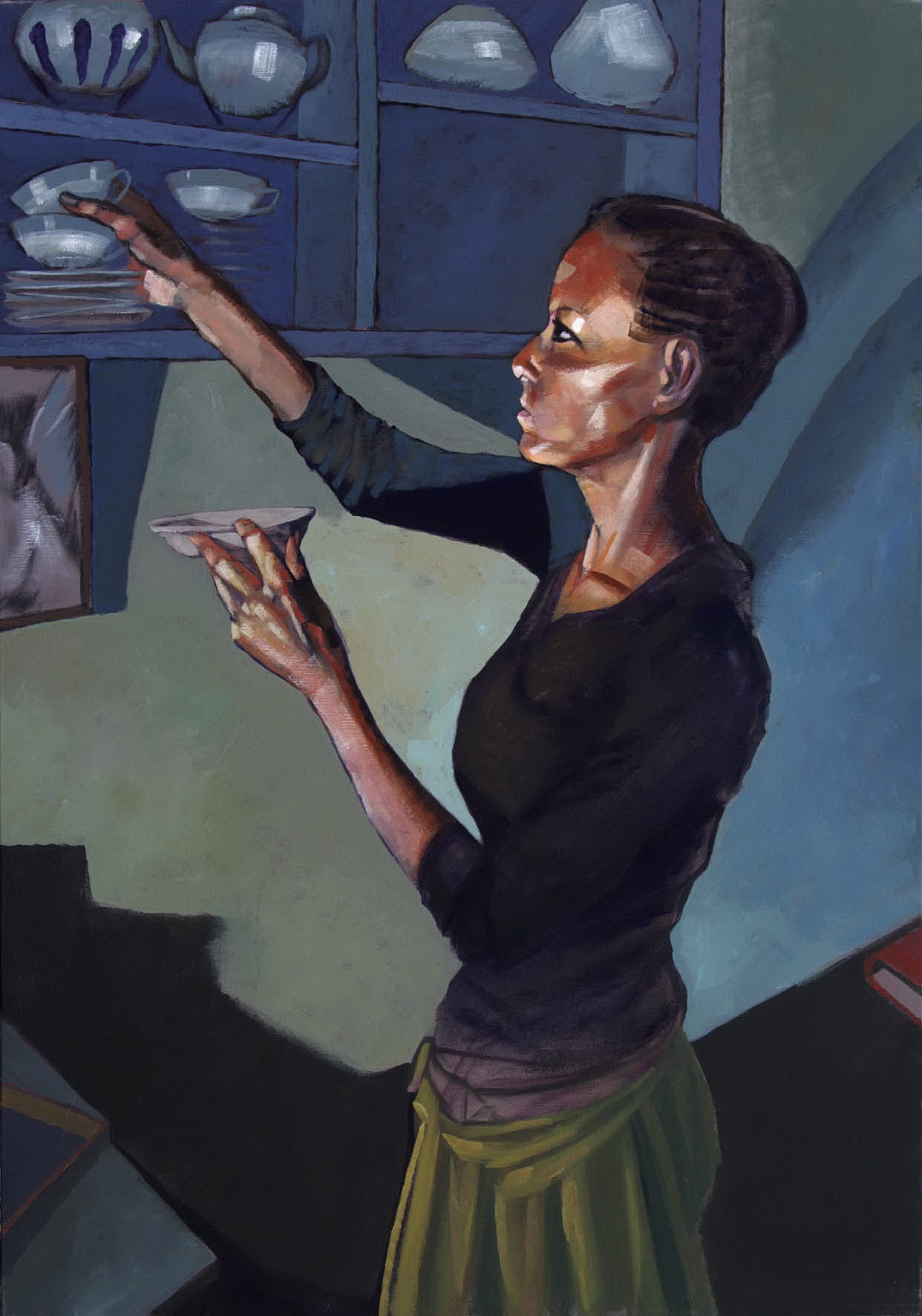
Naczynia acrylic, vải 73x100 (2011).
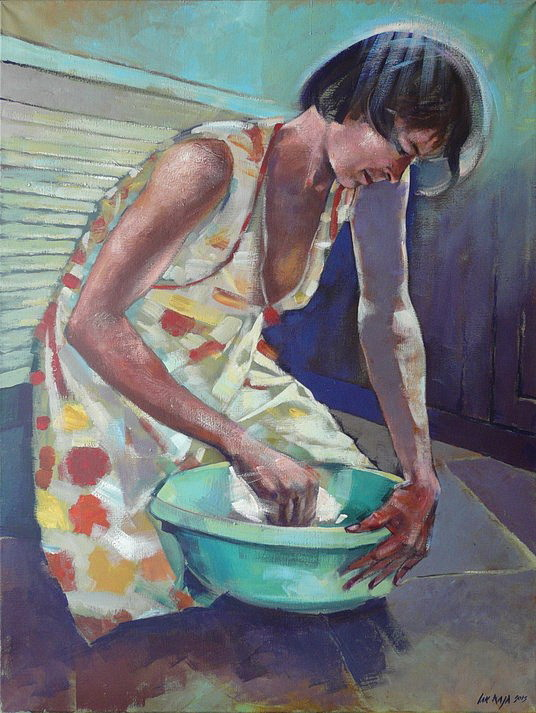
Przygotowywanie acrylic, vải 70x90 (2013).
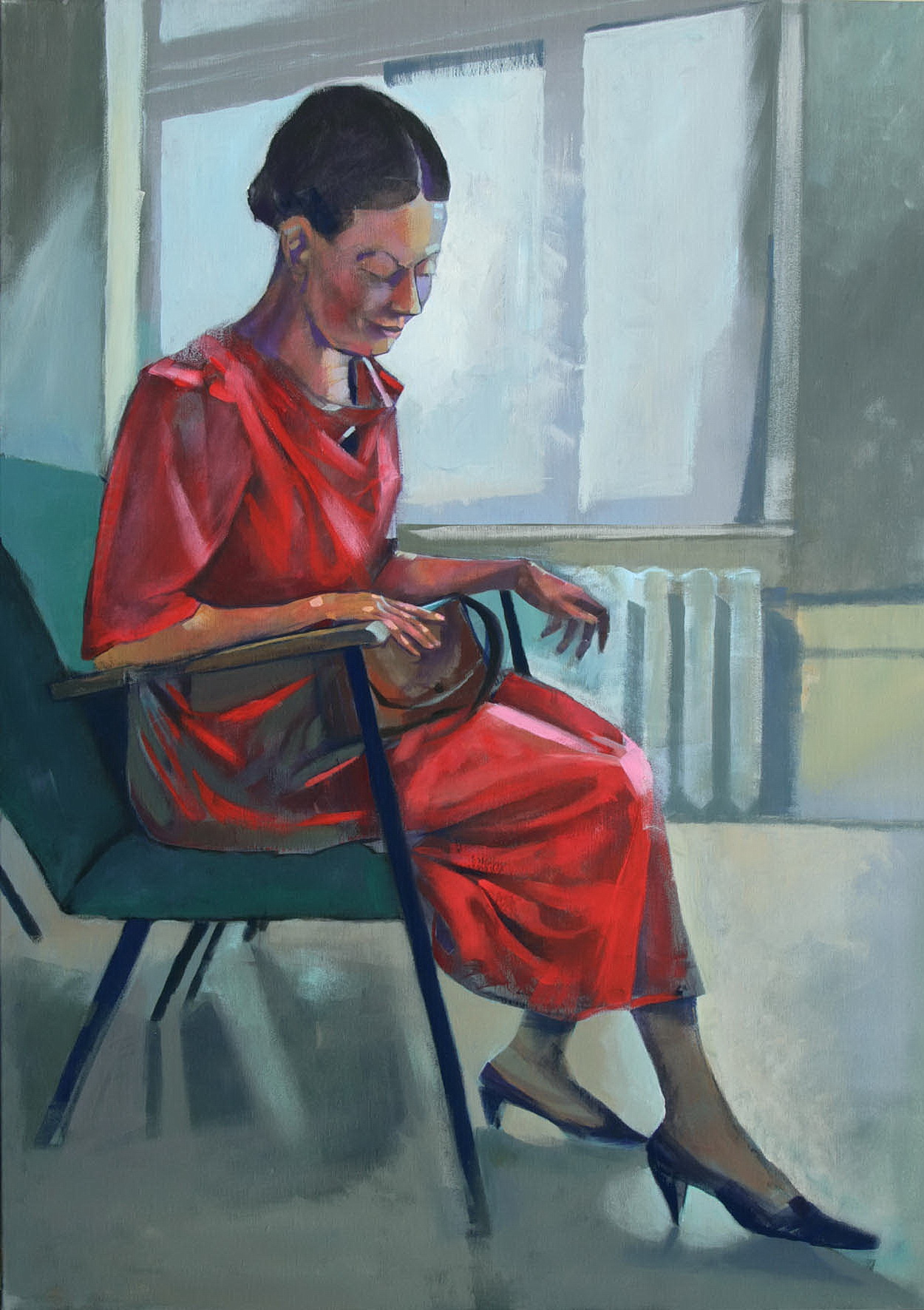
Poczekalnia acrylic, vải 73x100 (2011).
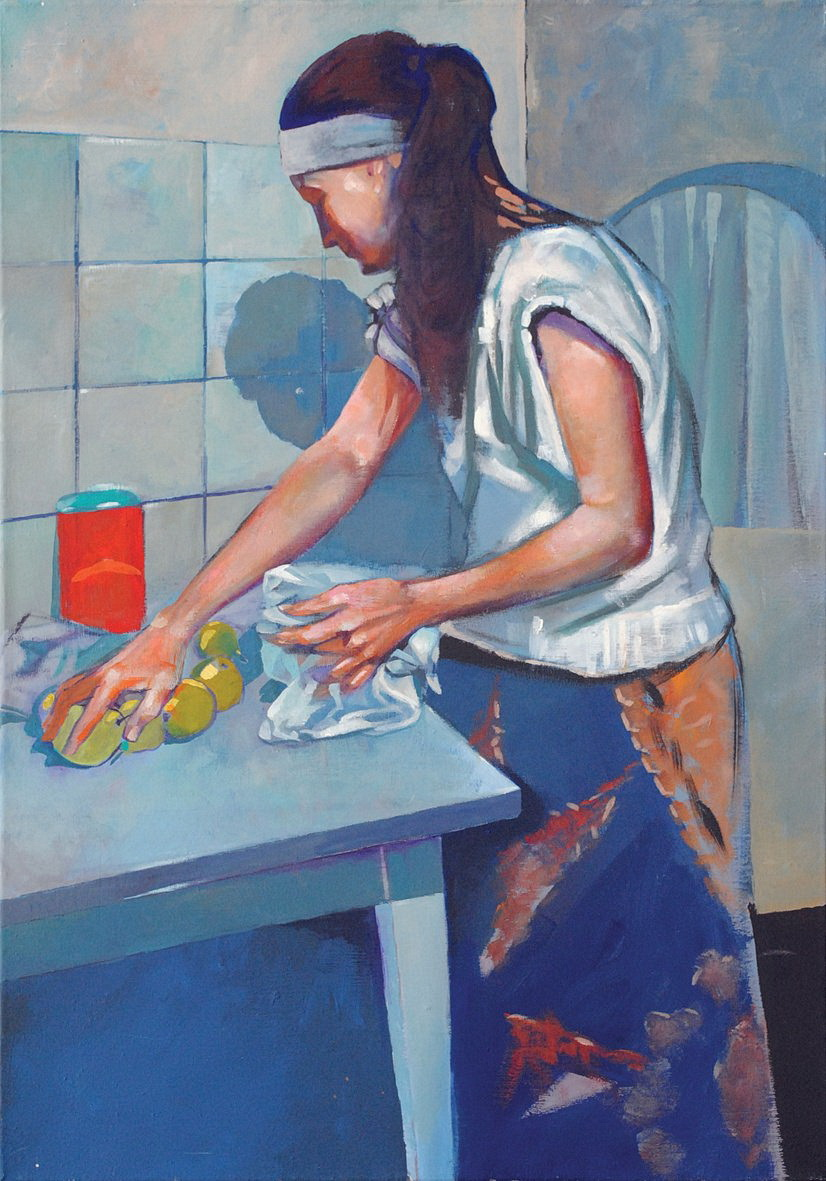
Jesienne popołudnie acrylic, vải 63x90 (2012).

## Danh mục
"Chwile obecności (1979-2004)" Nhà xuất bản: Galeria Autorska,  Bydgoszcz, 2004, ISBN 83-91-4388-5-6